# Pullach (Geiselhöring)
Pullach ist ein Ort in Geiselhöring im niederbayerischen Landkreis Straubing-Bogen. Bis 1964 war der Weiler Sitz einer selbstständigen Gemeinde.  

## Geographie
Pullach liegt ca. einen Kilometer südlich von Wallkofen. Der vorbeifließende Moosbach ist ein rechter Zufluss der Hartlaber.

## Geschichte
Zwischen Pullach und Klainach liegen Reste einer mittelalterlichen Abschnittsbefestigung der Vorgeschichte oder des frühen Mittelalters. Die 1818 durch das bayerische Gemeindeedikt gegründete Gemeinde Pullach wurde am 1. Januar 1964 nach Wallkofen eingemeindet. Am 1. Mai 1978 wurde Wallkofen (mit dem Ort Pullach) nach Geiselhöring eingemeindet.